# Yoldia solenoides
Yoldia solenoides är en musselart som beskrevs av Dall 1881. Yoldia solenoides ingår i släktet Yoldia och familjen Yoldiidae. Inga underarter finns listade i Catalogue of Life.